# 11727 Sweet
11727 Sweet (1998 JM1) là một tiểu hành tinh vành đai chính được phát hiện ngày 1 tháng 5 năm 1998 bởi Near-Earth Asteroid Tracking Team (NEAT) ở Haleakala.